# Arrondissement Calvi
Das Arrondissement Calvi (korsisch Circundariu di Calvi) ist eine Verwaltungseinheit des französischen Départements Haute-Corse in der Region Korsika. Hauptort (Sitz der Unterpräfektur) ist Calvi.
Im Arrondissement liegen fünf Wahlkreise (Kantone) und 51 Gemeinden. Am 1. Januar 2010 wechselten die Kantone La Conca-d’Oro und Le Haut-Nebbio vom Arrondissement Bastia zum Arrondissement Calvi.

## Wahlkreise
- Kanton Biguglia-Nebbio (mit 13 von 14 Gemeinden)
- Kanton Calvi
- Kanton Cap Corse (mit 2 von 22 Gemeinden)
- Kanton Golo-Morosaglia (mit 1 von 55 Gemeinden)
- Kanton L’Île-Rousse

## Gemeinden
Die Gemeinden des Arrondissements Calvi sind:
| 1. Algajola (2B010)             | 2. Aregno (2B020)           | 3. Avapessa (2B025)                   | 4. Barbaggio (2B029)              |
| 5. Belgodère (2B034)            | 6. Calenzana (2B049)        | 7. Calvi (2B050)                      | 8. Cateri (2B084)                 |
| 9. Corbara (2B093)              | 10. Costa (2B097)           | 11. Farinole (2B109)                  | 12. Feliceto (2B112)              |
| 13. Galéria (2B121)             | 14. Lama (2B136)            | 15. Lavatoggio (2B138)                | 16. Lumio (2B150)                 |
| 17. L’Île-Rousse (2B134)        | 18. Manso (2B153)           | 19. Mausoléo (2B156)                  | 20. Moncale (2B165)               |
| 21. Montegrosso (2B167)         | 22. Monticello (2B168)      | 23. Murato (2B172)                    | 24. Muro (2B173)                  |
| 25. Nessa (2B175)               | 26. Novella (2B180)         | 27. Occhiatana (2B182)                | 28. Oletta (2B185)                |
| 29. Olmeta-di-Tuda (2B188)      | 30. Olmi-Cappella (2B190)   | 31. Palasca (2B199)                   | 32. Patrimonio (2B205)            |
| 33. Pietralba (2B223)           | 34. Piève (2B230)           | 35. Pigna (2B231)                     | 36. Pioggiola (2B235)             |
| 37. Poggio-d’Oletta (2B239)     | 38. Rapale (2B257)          | 39. Rutali (2B265)                    | 40. Saint-Florent (2B298)         |
| 41. San-Gavino-di-Tenda (2B301) | 42. Sant’Antonino (2B296)   | 43. Santa-Reparata-di-Balagna (2B316) | 44. Santo-Pietro-di-Tenda (2B314) |
| 45. Sorio (2B287)               | 46. Speloncato (2B290)      | 47. Urtaca (2B332)                    | 48. Vallecalle (2B333)            |
| 49. Vallica (2B339)             | 50. Ville-di-Paraso (2B352) | 51. Zilia (2B361)                     |                                   |

## Belege
1. ↑  Erlass vom 31. Dezember 2009 (PDF (Seite dauerhaft nicht mehr abrufbar, festgestellt im November 2024. Suche in Webarchiven), S. 5–6)